# Dolichopeza (Megistomastix) acutiloba
Dolichopeza (Megistomastix) acutiloba is een tweevleugelige uit de familie langpootmuggen (Tipulidae). De soort komt voor in het Neotropisch gebied.